# Hoya Yoshiaki
Yoshiaki Hoya (sinh ngày 23 tháng 3 năm 1985) là một cầu thủ bóng đá người Nhật Bản.

## Sự nghiệp câu lạc bộ
Yoshiaki Hoya đã từng chơi cho Vissel Kobe.